# Memórias de um Gigolô
Memórias de um Gigolô est une mini-série brésilienne produite et diffusée par Globo du 14 juillet au 8 août 1986, en 20 épisodes.
Écrite par Walter George Durst et Marcos Rey, et librement inspirée du roman homonyme de Marcos Rey, elle est réalisée par Walter Avancini .
Les acteurs principaux étaient Lauro Corona, Bruna Lombardi et Ney Latorraca.

## Synopsis
Il raconte les souvenirs de Mariano, un apprenti gigolo élevé par une madame, Madame Yara, et qui tombe éperdument amoureux de Lu, une prostituée protégée par Esmeraldo, un proxénète professionnel. Le triangle amoureux est posé, ce qui crée une grande confusion : Mariano aime Lu, qui aime Esmeraldo, qui aime Lu, qui aime aussi Mariano.
L'histoire se déroule au plus fort du cycle du café à São Paulo dans les années 1920 et met en scène une interminable succession d'arnaques et d'astuces appliquées par les deux protagonistes pour séduire leur bien-aimée qui, incapable de se décider, change constamment d'amant entre l'un et l'autre.

## Distribution
- Lauro Corona : Mariano
- Bruna Lombardi : Lu
- Ney Latorraca : émeraude
- Elke Wonder : Madame Yara
- Zilka Salaberry : Bianca Perla
- Ida Gomes : Zizi de La Rocha
- Selma Egrei : Valentina
- Oberdan Júnior : Mariano (enfant)
- Zé Trindade : Buster Keaton
- Luiz Guilherme : Nicola
- Silveirinha : Gu
- Marco Antônio Pâmio : Silva
- Renato Coutinho : Baron
- Riva Nimitz : Madame Janete
- Lutero Luiz : Lucas
- Walter Forster : Valentino
- Castro Gonzaga : Botelho

## Musique originale
Alvarenga (Murilo Alvarenga)